# Tsilla Chelton
Pour les articles homonymes, voir Chelton.
Tsilla Chelton est une actrice et professeur d'art dramatique française, née le 21 juin 1919 à Jérusalem (Palestine mandataire) et morte le 15 juillet 2012 à Bruxelles (Belgique).

## Biographie

### Famille
De père d'origine ottomane, négociant en grains, et de mère française, tous les deux juifs ayant émigré en Palestine mandataire, Tsilla Chelton naît en 1919 à Jérusalem, lors d'un voyage de ses parents.
Elle passe son enfance à Anvers où la famille s'est installée. Elle perd sa mère à l'âge de 6 ans. Son père l'inscrit à l'école Montessori de Bruxelles où elle est élève pensionnaire jusqu'à l'âge de 12 ans.
Durant la Seconde Guerre mondiale, elle suit son père et quitte la Belgique pour la Suisse.
Tsilla Chelton était l'épouse du décorateur Jacques Noël, avec lequel elle a eu quatre enfants — dont les acteurs Nani Noël, Philippe Noël et Serge Noël.

### Carrière
Après la Libération, elle s'installe à Paris. C'est là que, attirée par la scène, elle débute dans la compagnie de Marcel Marceau en 1948.
Comédienne dont la carrière se déroule essentiellement au théâtre, où elle est notamment l'interprète de onze pièces du répertoire d'Eugène Ionesco, Tsilla Chelton acquiert une notoriété renouvelée auprès d'un plus large public avec le film Tatie Danielle d'Étienne Chatiliez (1990), dans lequel elle joue le rôle-titre : une vieille dame particulièrement acariâtre.
Elle enseigne également la comédie et a eu en particulier pour élèves les membres de la future troupe du Splendid : Gérard Jugnot, Michel Blanc, Christian Clavier, Marie-Anne Chazel, Thierry Lhermitte.

### Mort et obsèques

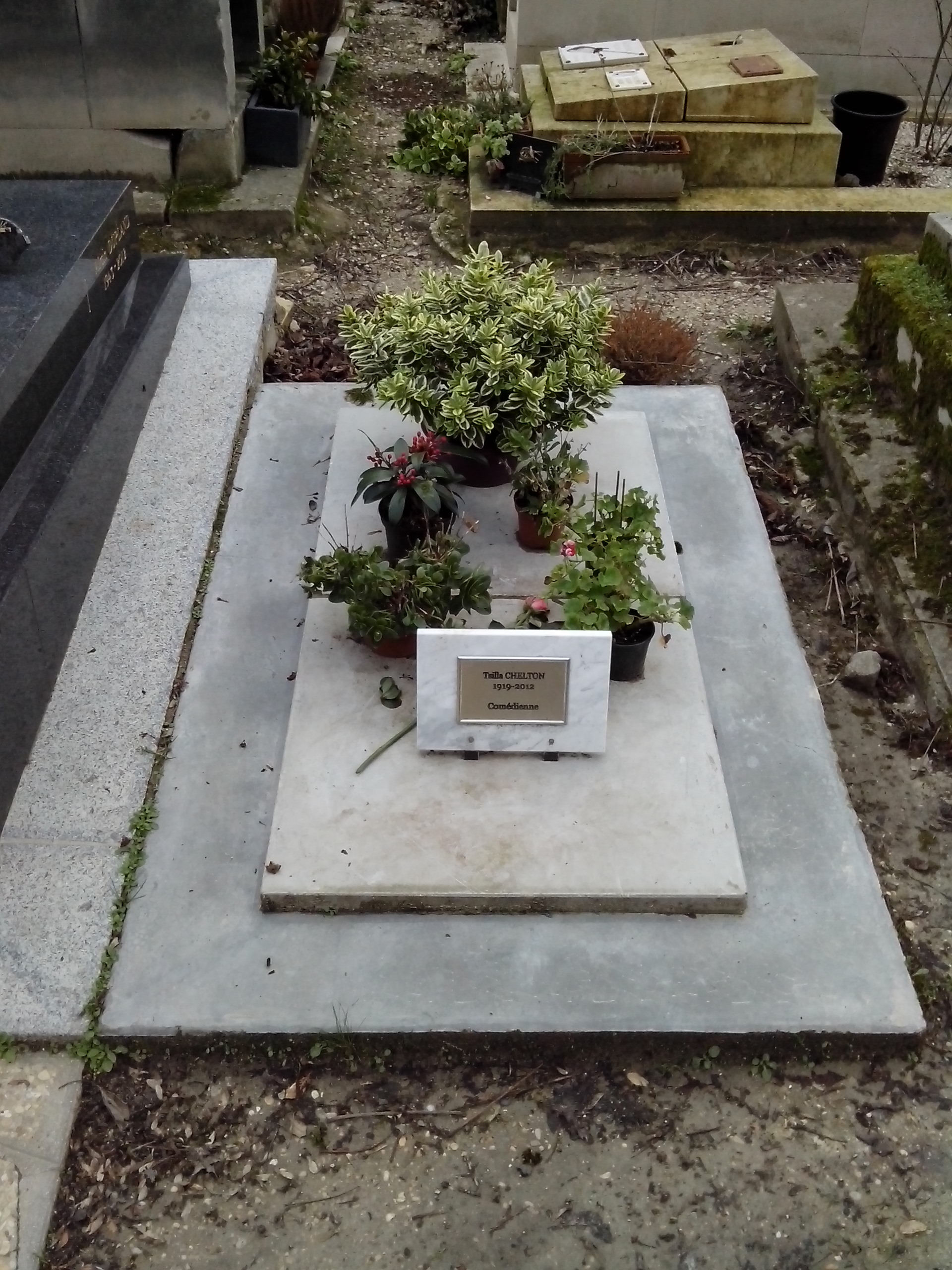
Tombe de Tsilla Chelton au cimetière du Père-Lachaise (division 90).

Tsilla Chelton s'installe à Bruxelles, où elle vit jusqu'à sa mort qui survient le 15 juillet 2012, à l'âge de 93 ans.
Incinérée durant l'été en Belgique, ses cendres sont rapatriées pour être inhumées au cimetière du Père-Lachaise (90e division) le 16 novembre 2012 en présence de quelques personnalités dont plusieurs de ses anciens élèves, dont Michel Blanc, Marie-Anne Chazel, Christian Clavier, Gérard Jugnot, Thierry Lhermitte, ainsi que Virginie Lemoine.

### Distinctions
Tsilla Chelton a été nommée chevalier de la Légion d'honneur en 2000.

## Théâtre
- 1952 : Les Amants du métro de Jean Tardieu, mise en scène Sylvain Dhomme, Théâtre Lancry
- 1952 : Les Chaises d'Eugène Ionesco, mise en scène Sylvain Dhomme, Théâtre Lancry
- 1953 : Victimes du devoir d'Eugène Ionesco, mise en scène Jacques Mauclair, Théâtre du Quartier Latin, Théâtre des Célestins
- 1953 : La Femme du condamné d'Henri Monnier, Théâtre des Célestins
- 1954 : Homme pour homme de Bertolt Brecht, mise en scène Jean-Marie Serreau, Théâtre des Célestins, Théâtre de l'Œuvre
- 1955 : Jacques ou la soumission d'Eugène Ionesco, mise en scène Robert Postec, Théâtre de la Huchette
- 1955 : Le Tableau d'Eugène Ionesco, mise en scène Robert Postec, Théâtre de la Huchette
- 1956 : L'Impromptu de l'Alma d'Eugène Ionesco, mise en scène Maurice Jacquemont, Studio des Champs-Elysées
- 1956 : Les Chaises d'Eugène Ionesco, mise en scène Jacques Mauclair, Studio des Champs-Elysées, Théâtre des Célestins
- 1957 : Une demande en mariage d'Anton Tchekhov, mise en scène Maurice Jacquemont, Théâtre de l'Ambigu
- 1957 : La Maison de Bernarda Alba de Federico García Lorca, mise en scène Maurice Jacquemont, Théâtre de l'Ambigu
- 1957 : Péricles, prince de Tyr de William Shakespeare, mise en scène René Dupuy, Théâtre de l'Ambigu
- 1958 : Les Carabiniers de Beniamino Joppolo, mise en scène Michel de Ré, Théâtre d'Aujourd'hui
- 1960 : Victimes du devoir d'Eugène Ionesco, mise en scène Jacques Mauclair, Aix-en-Provence
- 1960 : Les Chaises d'Eugène Ionesco, mise en scène Jacques Mauclair, Studio des Champs-Elysées
- 1961 : Les Chaises d'Eugène Ionesco, mise en scène Jacques Mauclair, Studio des Champs-Elysées
- 1961 : Les Nourrices de Romain Weingarten, mise en scène de l'auteur, Théâtre de Lutèce
- 1962 : Chemises de nuit d'Eugène Ionesco, François Billetdoux et Jean Vauthier, mise en scène Antoine Bourseiller, Théâtre des Champs-Élysées
- 1962 : Délire à deux d'Eugène Ionesco, mise en scène Antoine Bourseiller, Studio des Champs-Elysées
- 1962 : La Brigitta de Jacques Audiberti, mise en scène François Maistre, Théâtre de l'Athénée
- 1962 : Lulu de Frank Wedekind, mise en scène François Maistre, Théâtre de l'Athénée
- 1962 : Le roi se meurt d'Eugène Ionesco, mise en scène Jacques Mauclair, Théâtre de l'Alliance française
- 1963 : Le roi se meurt d'Eugène Ionesco, mise en scène Jacques Mauclair, Festival du Jeune Théâtre Liège
- 1963 : Les Salutations et Scène à quatre d'Eugène Ionesco, mise en scène Jacques Mauclair, Festival du Jeune Théâtre Liège
- 1963 : Célimare le bien-aimé d'Eugène Labiche et Alfred Delacour, mise en scène Jacques Mauclair, Théâtre de l'Alliance française
- 1964 : Richard III de Shakespeare, mise en scène Jean Anouilh et Roland Piétri, Théâtre Montparnasse
- 1965 : Les Chaises d'Eugène Ionesco, mise en scène Jacques Mauclair, Théâtre Gramont
- 1966 : Spectacle Beckett-Ionesco-Pinget dont Délire à deux d'Eugène Ionesco, mise en scène Jean-Louis Barrault, Odéon-Théâtre de France
- 1966 : Le roi se meurt d'Eugène Ionesco, mise en scène Jacques Mauclair, Théâtre de l'Athénée
- 1967 : Les Chaises d'Eugène Ionesco, mise en scène Jacques Mauclair, Théâtre Gramont
- 1968 : Le roi se meurt d'Eugène Ionesco, mise en scène Jacques Mauclair, Festival de la Cité Carcassonne Théâtre du Midi
- 1969 : Le roi se meurt d'Eugène Ionesco, mise en scène Jacques Mauclair, Festival de Bellac, Festivals d'été
- 1969 : Les Chaises d'Eugène Ionesco, mise en scène Jacques Mauclair, tournée
- 1970 : Le roi se meurt d'Eugène Ionesco, mise en scène Jacques Mauclair, Théâtre de l'Athénée
- 1970 : Les Adieux de la Grande Duchesse de Bernard Da Costa, mise en scène Jacques Mauclair, Poche Montparnasse
- 1971 : Les Chaises d'Eugène Ionesco, mise en scène Jacques Mauclair, Théâtre de l'Alliance française
- 1971 : La Lacune d'Eugène Ionesco, mise en scène Jacques Mauclair, Théâtre de l'Alliance française
- 1971 : La Jeune Fille à marier d'Eugène Ionesco, mise en scène Jacques Mauclair, Théâtre de l'Alliance française
- 1972 : Le Saut du lit de Ray Cooney et John Chapman, mise en scène Jean Le Poulain, Théâtre Montparnasse
- 1973 : Le roi se meurt d'Eugène Ionesco, mise en scène Jacques Mauclair, Festival d'Angers
- 1975 : Les Adieux de la Grande Duchesse de Bernard Da Costa, mise en scène Jacques Mauclair, Théâtre Rive Gauche
- 1975 : L'Homme aux valises d'Eugène Ionesco, mise en scène Jacques Mauclair, Théâtre de l'Atelier
- 1976 : La Reine de la nuit de Christian Giudicelli, mise en scène Gérard Caillaud, Théâtre de Plaisance
- 1976 : Les Chaises d'Eugène Ionesco, mise en scène Jacques Mauclair, Théâtre des Célestins, Théâtre de Boulogne-Billancourt
- 1977 : Le Sexe faible d'Édouard Bourdet, mise en scène Jean Meyer, Théâtre des Célestins
- 1978 : Les Plaideurs de Racine, mise en scène Jean Meyer, Théâtre des Célestins
- 1978 : Les Chaises d'Eugène Ionesco, mise en scène Jacques Mauclair, Théâtre du Marais
- 1987 : Crucifixion dans un boudoir turc de Jean Gruault, mise en scène Guy Michel, Théâtre national de l'Odéon
- 1987 : Reine mère de Mainlo Santinelli, mise en scène José Quaglio, Théâtre de Poche Montparnasse
- 1988 : Le Saut du lit de Ray Cooney et John Chapman, mise en scène Jean Le Poulain, Théâtre des Variétés
- 1991 : En conduisant Miss Daisy d'Alfred Uhry, mise en scène Gérard Vergez, Théâtre Antoine
- 1993 : Les Chaises d'Eugène Ionesco, mise en scène Jacques Mauclair, Théâtre du Marais
- 1996 : Le Mal de mère de Pierre-Olivier Scotto, mise en scène Françoise Seigner, Théâtre de la Madeleine
- 1997 : Le Mal de mère de Pierre-Olivier Scotto, mise en scène Françoise Seigner, Théâtre des Célestins
- 1998 : Le Mal de mère de Pierre-Olivier Scotto, mise en scène Françoise Seigner, Théâtre du Palais-Royal
- 2000 : Le ciel est égoïste de Pierre-Olivier Scotto et Martine Feldmann, mise en scène Pierre Aufrey, Théâtre du Palais-Royal, Théâtre Montansier
- 2001 : Une femme de lettres et Un bi-choco sous le sofa d'Alan Bennett, mise en scène Jean-Claude Idée, Théâtre Tristan Bernard

## Filmographie

### Cinéma
- 1961 : Les Sept Péchés capitaux, épisode "La colère" de Sylvain Dhomme, Max Douy et Eugène Ionesco : figuration
- 1963 : Bébert et l'Omnibus d'Yves Robert : la voyageuse
- 1964 : Les Copains d'Yves Robert : l'hôtelière
- 1965 : La Grosse Caisse d'Alex Joffé : la marchande de journaux
- 1965 : La Communale de Jean L'Hôte
- 1967 : Alexandre le bienheureux d'Yves Robert : Madame Bouillot
- 1967 : Alerte à Jonzac[8] de Jean Kerchbron : Jacqueline
- 1968 : Les Gauloises bleues de Michel Cournot : Delegate
- 1968 : Mazel Tov ou le Mariage de Claude Berri
- 1970 : Le Distrait de Pierre Richard : Madame Cliston
- 1971 : L'Alliance de Christian de Chalonge : Madame Duvernet
- 1971 : La Décade prodigieuse de Claude Chabrol : la mère de Théo
- 1974 : Shanks de William Castle : Madame Barton
- 1975 : C'est pas parce qu'on a rien à dire qu'il faut fermer sa gueule de Jacques Besnard : Madame Pipi
- 1975 : L'Infidèle (La adúltera) de Roberto Bodegas : Simone
- 1977 : La nuit, tous les chats sont gris de Gérard Zingg : Madame Banalesco
- 1977 : Diabolo menthe de Diane Kurys : la surveillante générale
- 1990 : Tatie Danielle d'Étienne Chatiliez : Tatie Danielle
- 1992 : Les Eaux dormantes de Jacques Tréfouël : la tante
- 1993 : La Soif de l'or de Gérard Oury : Mémé Zézette
- 2000 : Que faisaient les femmes pendant que l'homme marchait sur la Lune ? de Chris Vander Stappen : Léa
- 2001 : D'Artagnan (The Musketeer) de Peter Hyams : Madame Lacross
- 2003 : Le pacte du silence de Graham Guit : Mère Joseph
- 2003 : Mauvais Esprit de Patrick Alessandrin : la dame à la boulangerie
- 2004 : Tout le plaisir est pour moi d'Isabelle Broué : Gaby
- 2006 : En fanfare de Véronique Jadin, court métrage : Godelieve
- 2007 : Zone libre de Christophe Malavoy : Madame Schwartz
- 2007 : Faut que ça danse ! de Noémie Lvovsky : Tatiana, la dame russe
- 2007 : Sur le mont Josaphat de Jean-Marc Vervoort
- 2008 : La Boîte de Pandore (Pandoranin kutusu) de Yeşim Ustaoğlu : Nusret
- 2008 : Sœur Sourire de Stijn Coninx : la doyenne des Dominicaines
- 2009 : Persécution de Patrice Chéreau : la vieille dame
- 2012 : Landes de François-Xavier Vives : Madame Laraillet

### Télévision

#### Théâtre filmé
- 1969 : Au théâtre ce soir : Many d'Alfred Adam, mise en scène Pierre Dux, réalisation Pierre Sabbagh, Théâtre Marigny
- 1978 : Au théâtre ce soir : Vous ne l'emporterez pas avec vous de Moss Hart et George Kaufman, mise en scène Jean-Luc Moreau, réalisation Pierre Sabbagh, Théâtre Marigny
- 1978 : Au théâtre ce soir : Brocéliande d'Henry de Montherlant, mise en scène Jean Meyer, réalisation Pierre Sabbagh, Théâtre Marigny
- 1981 : Au théâtre ce soir : Mort ou vif de Max Régnier, mise en scène Christian Duroc, réalisation Pierre Sabbagh, Théâtre Marigny.

#### Téléfilms
- 1963 : Le Perroquet du fils Hoquet de Pierre Prévert : Marie
- 1963 : Lektionen d'Eugène Ionesco : la pianiste
- 1966 : Antony de Jean Kerchbron
- 1971 : Shéhérazade de Pierre Badel : la magicienne
- 1973 : Le machin d'Armand Ridel, d'après Jacques Perret : Madame Ledieu
- 1974 : Mort au jury de Jean Cabin-Maley
- 1975 : Plus amer que la mort de Michel Wyn : Madame Dejean
- 1978 : La Vierge folle de Jean Kerchbron : la duchesse de Charance
- 1980 : Aéroport : Charter 2020 de Pierre Lary : Simone, une passagère
- 1982 : L'Épreuve de Claude Santelli : Madame Argante
- 1984 : Le Château de Jean Kerchbron
- 1985 : Le diamant de Salisbury de Christiane Spiero : Nanny
- 1986 : Mademoiselle B de Bernard Queysanne : Mademoiselle Toutard
- 1987 : Les Fortifs de Marco Pico : la dame en bleu
- 1997 : Et si on faisait un bébé ? de Christiane Spiero : Manou
- 2003 : L'Adorable Femme des neiges de Jean-Marc Vervoort : Félicie
- 2004 : Le Choix de Macha de Marianne Lamour : Hortense
- 2004 : Haute Coiffure de Marc Rivière : Simone
- 2012 : Les Pieds dans le plat de Simon Astier : Sonia

#### Séries télévisées
- 1950 : Agence Nostradamus de Claude Barma, série de 9 épisodes
- 1968 : Les Compagnons de Baal de Pierre Prévert : une adoratrice de Cosmochronos
- 1969 : Les Enquêtes du commissaire Maigret de René Lucot, épisode : L'Ombre chinoise : Madame Martin
- 1972 : Le 16 à Kerbriant, de Michel Wyn : Blanche Lacassagne
- 1973 : L'Amour du métier d'Yves Laumet : Mademoiselle Parent
- 1977 : Commissaire Moulin de Robert Guez : la grand-tante de Moulin
- 1977 : Deux auteurs en folie de Joseph Drimal & Claude Fayard
- 1981 : Les Gaietés de la correctionnelle : la veuve Dulion
- 1981 : Les Amours des années grises de Gérard Thomas : Madame Ammard
- 1982 : Paris-Saint-Lazare de Marco Pico : une femme de la bande à Guérin
- 1985 : Hôtel du siècle de Jean Kerchbron : Honorine
- 1986 : L'Ami Maupassant d'Alain Dhénaut : Charlotte Cachelin
- 1986 : Cinéma 16 - téléfilm : Comme un poisson sans bicyclette de Jean-Claude Charnay : Madeleine, la grand-mère
- 1987 : Qui c'est ce garçon ? de Nadine Trintignant : Tante Madeline
- 1988 : La sonate pathétique de Jean-Paul Carrère  Madame Tchourikova
- 1989 : Le Saut du lit de Pierre Cavassilas : Marie-Odile Dumur des Rosiers
- 1989 : La Grande Cabriole de Nina Companéez : Delphine de Nocé
- 1990 : Marie Pervenche : Madame Dubois-Joubert
- 2003 : Père et maire de Marc Rivière : Émilie Dufresne
- 2005 : Fabien Cosma de Bruno Gantillon : Madame Pignon
- 2006 : Le Cocon, débuts à l'hôpital : Sœur Félix
- 2007-2008 : Melting Pot Café de Jean-Marc Vervoort : Élisabeth
- 2008 : Chez Maupassant de Claude Chabrol (épisode « Le petit fût ») : Anastasie Magloire
- 2009 : Au siècle de Maupassant : Contes et nouvelles du XIXe siècle (épisode « Pour une nuit d'amour ») : Eugénie de Morville

### Documentaire
- 2015 : On est loin d'avoir fini ! de Véronique Jadin : Un portrait qui retrace une partie de son parcours.

## Distinctions

### Récompenses
- Molières 1994 : Molière de la comédienne pour Les Chaises
- Festival de Saint-Sébastien 2008 : Coquille d'argent de la meilleure actrice pour La Boîte de Pandore
- Festival du film d'aventures de Valenciennes 2009 : prix d'interprétation féminine pour La Boîte de Pandore et Sœur Sourire

### Nominations
- César 1991 : César de la meilleure actrice pour Tatie Danielle
- Molières 1991 : Molière de la comédienne pour En conduisant Miss Daisy
- Molières 1997 : Molière de la comédienne pour Le Mal de mère

### Décoration
- 2000 : Chevalier de la Légion d'honneur.